# کشتی فایرفاکس انگلستان (۱۶۵۰)
کشتی فایرفاکس انگلستان (۱۶۵۰) (به انگلیسی: English ship Fairfax (1650)) یک کشتی بود که طول آن ۱۱۶ فوت (۳۵٫۴ متر) بود.